# 菌絲體

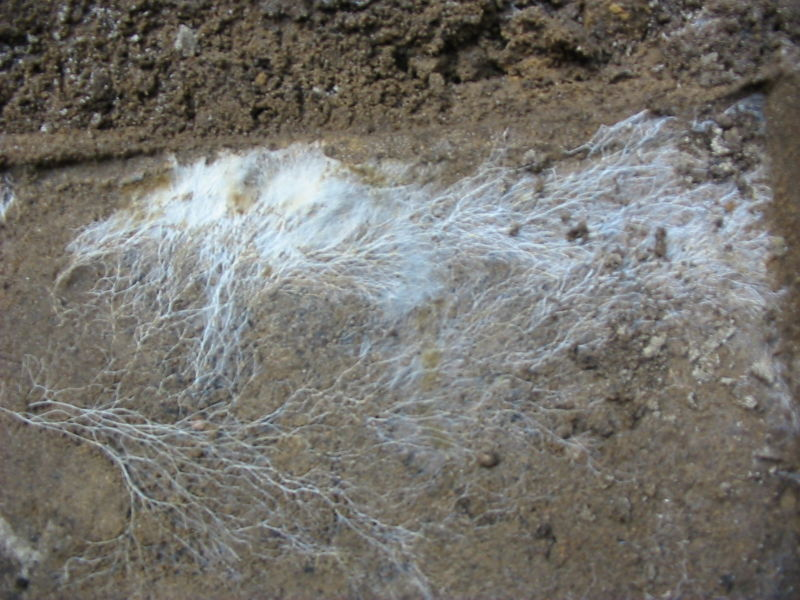
真菌的菌絲體

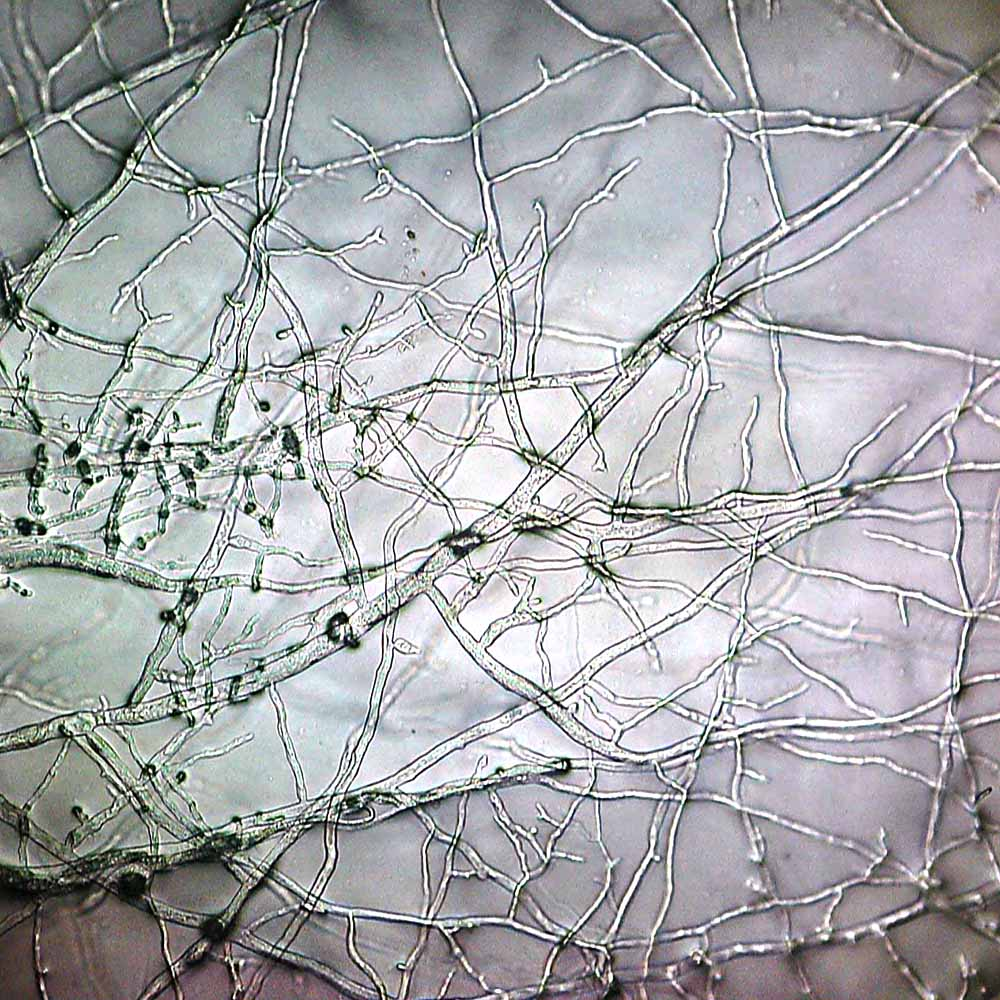
顯微鏡下的菌絲體。此圖大小為1平方毫米

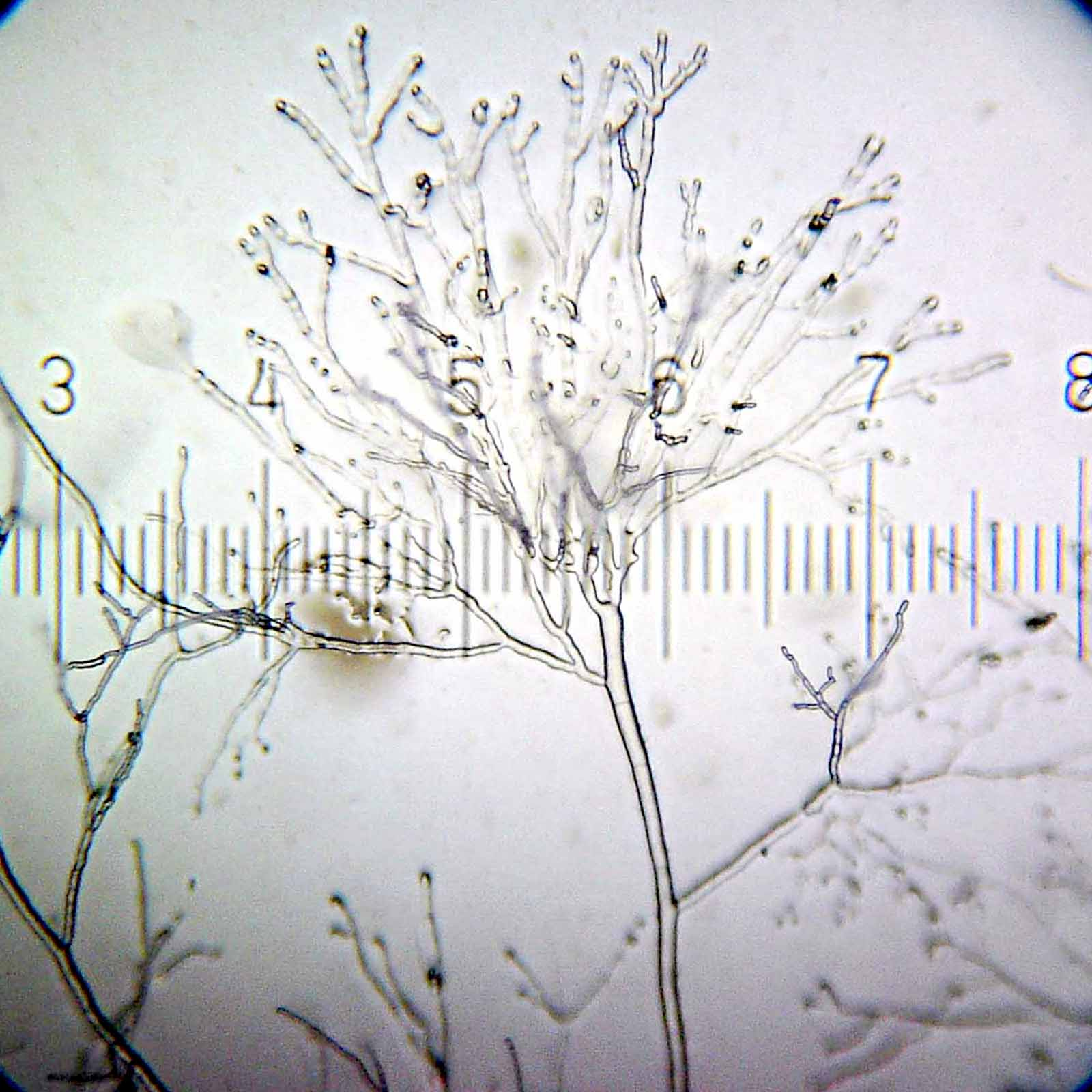
顯微鏡下的菌絲體。測微器的刻度間隔為230微米

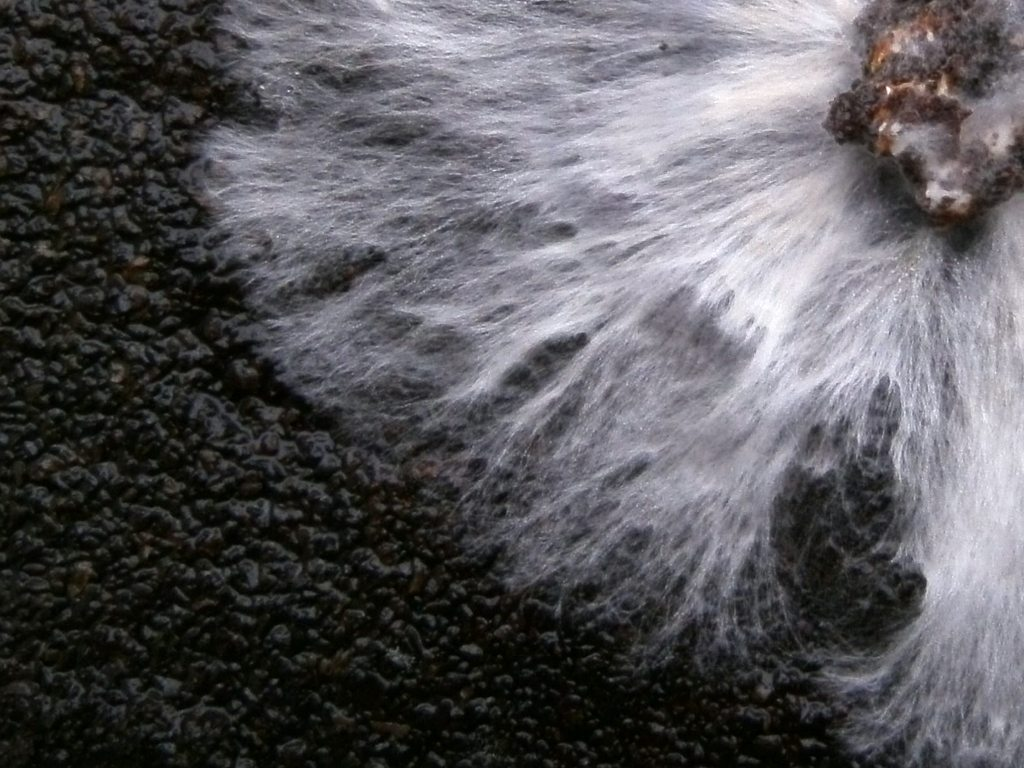
平菇在咖啡渣上生長

菌絲體（英語：Mycelium(-a)，又称为菌丝球），指真菌的營養生長部分（相對於生殖生長部分的子實體），由許多分枝的菌絲組成。大塊的菌絲體有時會被稱為「shiro」，特別是可以形成仙女環的菌絲體。菌絲體可以存在土壤或許多其他基質中。一顆典型的孢子可萌發出一個同源的菌絲體，尚不能進行有性生殖，兩個同源菌絲體進行融合並形成一個雙核菌絲體後才能進行有性生殖，並產生子實體（例如蕈類）。菌絲體的大小可以小到肉眼難以觀察，也可以十分龐大。
這是世界上最大的生物體嗎？在伐木通道穿過其間前，東奧勒岡2400英畝（9.7平方公里）的一塊地上的菌絲體仍在持續生長。這一株真菌估計有1665個足球場大小，已生長了2200年，並將其上生長的樹林多次殺死，並進而使土層變深，能提供更多的樹木生長。這種蕈類的大型菌絲體是非常獨特的——真菌學家保罗·史塔曼兹，Mycelium Running雜誌
真菌透過菌絲體來從環境吸收水分與礦物質，也透過胞外消化吸收有機養分。首先菌絲釋放酶到周圍的基質中，將多醣、多肽等生物聚合物分解成單體，這些小分子養分隨後透過促進性擴散或主動運輸進入菌絲體中。
菌絲體可將生物殘渣分解，在水域與陸域生態系中都扮演著重要的角色，它們將有機的碳源分解，並在生長的過程中將其以二氧化碳的形式釋放到大氣中，完成碳循環。菌根真菌的菌絲體可以提升植物吸收水分與無機鹽的效率，並抵抗部分植物病原。對許多土壤中的無脊椎動物來說，菌絲體是重要的食物來源。
菌核是由菌絲體特化而成的堅硬構造，為低溫、缺水等逆境時，真菌在土壤中形成的休眠構造。

## 應用
真菌在生態系中最重要的角色之一就是分解有機養分。石化工業產物、殺蟲劑與汙染物等有機物質都可能成為真菌生長的基質，所以只要它們的毒性不會影響真菌的生長，真菌即有能力將它們分解並移除，此即為真菌修復（Mycoremediation）。美國真菌學家保罗·史塔曼兹提倡了以菌絲體作為生物過濾材料的方法，可過濾掉水或土壤中的重金屬與化學物質，這個方法稱為真菌過濾（Mycofiltration）。
當菌絲體被灑在伐林帶上時，可在木本植物新長成前一定程度地固著土壤，避免受到沖刷而導致水土流失。
菌絲體和農作物的副展品結合可作成能取代塑膠的可再生隔熱、包裝材料，這樣的產品有Greensulate與Ecocradle。其發明者是Ecovative Design公司的艾本·巴耶尔（Eben Bayer）和盖文·迈金泰尔（Gavin McIntyre），他們先以稻殼、蕎麥殼與棉花籽等農業廢棄物做成模型，以過氧化氫去除雜菌後，再將平菇接種在基質上。長出的菌絲體會與基質交結成緊密的網路，之後以高溫烘烤阻止菌絲繼續生長。Greensulate是成本低但強度強，且不會造成汙染的生物材料，這項發明已獲得兩個獎項，並被Steelcase公司使用來製作家具包裝。這項應用在時代雜誌、科技新時代等媒體被廣泛討論，艾本·巴耶尔與保罗‧史塔曼兹曾在TED大會針對該主題，分別以「蘑菇是新的塑膠嗎？」（Are Mushrooms the New Plastic）與「真菌拯救世界的六種方法」（6 Ways Mushrooms Can Save the World）為題發表演講。
菌絲體也用以產生給素食者食用的肉類替代品庫恩的真菌蛋白。

## 外部連結
- Mycofiltration: A novel approach for the bio-transformation of abandoned logging roads
- 菌絲體 (The mycelium) （页面存档备份，存于） （英文）
- Paul Stamets: Six ways mushrooms can save the world (真菌拯救世界的六種方法) （页面存档备份，存于） （英文）
- Eben Bayer's Talk about Greensulate at the TED conference （蘑菇是新的塑膠嗎？） （页面存档备份，存于） （英文）